# جورج واشنطن كاربنتر
جورج واشنطن كاربنتر (بالإنجليزية: George Washington Carpenter)‏ هو عالم معادن ‏ أمريكي، ولد في 31 يوليو 1802 في Germantown, Philadelphia ‏ في الولايات المتحدة، وتوفي بنفس المكان في 7 يونيو 1860.